# Roman Zozulja

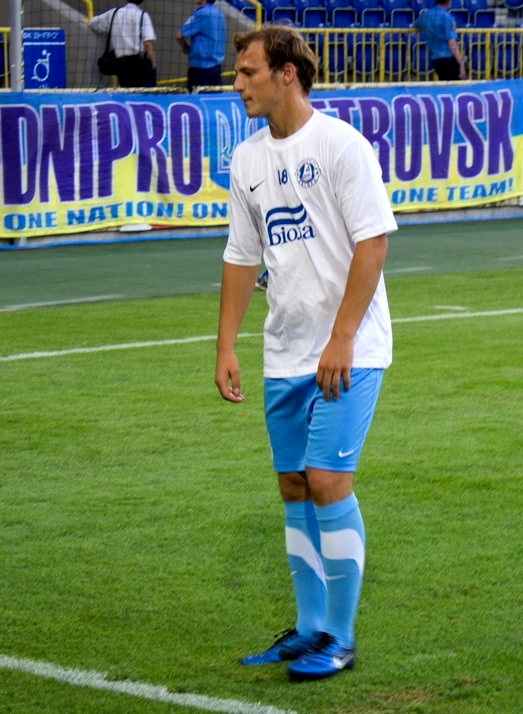
Roman Zozulja (2011)

Roman Vjačeslavovyč Zozulja (ukrajinsky Роман В'ячеславович Зозуля, * 17. listopadu 1989, Kyjev, Ukrajinská SSR, SSSR) je ukrajinský fotbalový útočník a reprezentant, v současné době hráč španělského klubu Betis Sevilla.

## Klubová kariéra
- FK Dynamo Kyjev (mládež)
- FK Dynamo Kyjev B 2005–2008
- FK Dynamo Kyjev 2008–2011
- FK Dněpr Dněpropetrovsk 2011–2016
- Betis Sevilla 2016–

## Reprezentační kariéra
Nastupoval za ukrajinské mládežnické reprezentace.
V A-mužstvu Ukrajiny debutoval 2. 6. 2010 v přátelském zápase v Oslu proti reprezentaci Norska. Při svém debutu vstřelil vítězný gól na konečných 1:0.

Trenér Mychajlo Fomenko jej zařadil do závěrečné 23členné nominace na EURO 2016 ve Francii.